# 2015年4月逝世人物列表
2015年逝世人物列表：1月 - 2月 - 3月 - 4月 - 5月 - 6月 - 7月 - 8月 - 9月 - 10月 - 11月 - 12月
2015年4月逝世人物列表，是用于汇总2015年4月期间逝世人物的列表。

## 依日期排序

### 30日
- 本杰明·厄尔·金（Ben E. King），76歲，美國歌手，經典金曲《Stand by Me》主唱者，死於冠狀血管疾病[1]。
- 帕塔舒（法语：Patachou），本名Henriette Ragon，96歲，法國歌手和演員。[2]
- 羅納德·塞納托爾（Ronald Senator），89歲，英國作曲家，死於住宅火災。[3]
- 何傳坤，70歲，台灣人類學家，死於意外（遺體發現日期）[4]。
- 玄永哲（韓語：현영철，66岁，朝鲜劳动党中央政治局候补委员、人民武力部部长，被处决[5]。

### 29日
- 弗朗索瓦·米其林（法语：François Michelin），88岁，法国工业家、米其林公司前总裁。（死讯公布日期）[6]
- 因販毒罪被印尼政府处死的“峇里九人组”成员：[7]
  - 陈子维（英語：Andrew Chan），31岁，澳大利亚籍华人；
  - 缪兰·苏库马朗（英语：Myuran Sukumaran），34岁，澳大利亚籍泰米尔人。
- 若望‧卡內斯特裏，終年96歲，意大利天主教神職人員，卡利亚里總主教（1984-1987）、热那亚總主教（1987-1995）、執事級樞機。[8]
- 辛鬱，81歲，本名宓世森，台灣詩人、《科學月刊》共同創辦人。[9]

### 28日
- 徐光宪，95岁，中国物理化学家、无机化学家，中国科学院院士，2008年国家最高科学技术奖得主。[10]
- 邓鸣贺，8岁，豫剧演员，被称为豫剧红孩儿。于2012参加中央电视台龙年春晚演出。因白血病复发去世。[11]
- 姚振函，77歲，中國詩人。病逝。[12]

### 27日
- 安德魯·萊斯尼（Andrew Lesnie），59歲，澳洲電影攝影師、2001年奧斯卡最佳攝影獎得主，死於心臟病。[13]

### 26日
- 汪国真，59岁，中国当代诗人，死於肝癌。[14][15]
- 陳南，60歲，香港商報前執行總編輯。[16]

### 25日
- 黄少萍，56岁，中共福建省泉州市委书记，病逝。[17]
- 丹·弗雷丁堡（Dan Fredinburg），33岁，谷歌“隐私与安全”团队主管，在2015年尼泊尔地震引发的雪崩中头部受创身亡。[18]

### 24日
- 薩賓·馬赫穆德（英語：Sabeen Mahmud），巴基斯坦女權人士，被射殺[19]。
- 黄志强，92岁，中国外科学专家，中国工程院院士。[20]

### 23日
- 索耶·史威登（Sawyer Sweeten），19岁，美国演员，曾出演《人人都爱雷蒙德》，开枪自尽身亡。[21]
- 菲利普·卡特爵士（英语：Philip Carter）（Sir Philip David Carter），87岁，英超球队埃弗顿俱乐部前主席。[22]
- 皮埃爾·克洛德·諾蘭（Pierre Claude Nolin），64歲，加拿大參議院議長，死於癌症。[23]
- 林喆，62歲，中國反腐專家、中共中央黨校教授。[24]
- 顧志堅，42歲，中國網絡作家、持不同政見者，死於肝癌。[25]

### 22日
- 船戶與一（日語：船戸 与一），71歲，日本小說家、2000年獲頒直木獎。[26]
- 萩原流行（日語：萩原 流行），62歲，日本演員，死於交通事故。[27]
- 彭福（Bernard Penfold），98歲，英國陸軍將領，英皇御准香港賽馬會首任總經理（相等於現時的行政總裁）[28][29]

### 21日
- 黄平权，55岁，中国广西宜州市委书记，坠楼身亡。[30]
- 楊又穎，24歲，本名彭馨逸，台灣藝人，自殺身亡。[31]
- M.H.艾布拉姆斯（M. H. Abrams），102岁，美国文学评论家。[32]

### 20日
- 羅伊·梅森（Roy Mason），91歲，英國政治人物，前英国国会議員及北愛爾蘭事務大臣。[33]
- 黃永川，72歲，曾任國立歷史博物館館長。[34]

### 19日
- 雷蒙德·卡爾爵士（Sir Raymond Carr），96歲，英國歷史學家。[35]
- 劉喜中，84歲，中國人民解放軍海軍少將，南海艦隊原副司令員。[36]

### 18日
- 瓦爾特·科納漢（Walter Conahan），87歲，美國政治人物，前南達科他州參議院議員，死於癌症。[37]
- 羅保爵士（Sir Roger Lobo），91歲，來自澳門的香港葡裔商人及政治家，行政局非官守議員（1978年－1985年）、立法局非官守議員（1972年－1985年）及首席非官守議員（1980年－1985年），任內於1984年提出「羅保動議」，死於癌症。[38]
- 沈渭濱，78歲，歷史學家、復旦大學歷史系教授。[39]

### 17日
- 伊扎特·易卜拉欣·杜里（阿拉伯語：عزة إبراهيم الدوري），72岁，伊拉克前萨达姆·侯赛因政权“二号人物”，曾任伊拉克复兴党副书记和革命指挥委员会（英语：Revolutionary Command Council (Iraq)）副主席，在伊拉克政府军发动的军事行动中被炸死。[40]
- 羅伯特·P·格里芬（Robert P. Griffin），91歲，美國政治人物，前密歇根州美國參議院議員與密歇根州第九國會選區美國眾議院議員。[41]

### 16日
- 斯坦尼斯拉夫·格羅斯（捷克語：Stanislav Gross），45歲，捷克前總理， 死於漸凍人症 。[42]
- 奥列西·布济纳（烏克蘭語：Оле́сь Олексі́йович Бузина́），45岁，乌克兰记者，遭枪杀身亡。[43]
- 葉淑婉，94歲，香港富商劉鑾雄及劉鑾鴻之母。[44]
- 白川道（日語：白川 道），69歲，日本小説家。[45]
- 商景才，93歲，前浙江省政協主席。[46]

### 15日
- 爱川钦也，80歲，日本演員、主持人，死於肺癌。[47]
- 奥列格·卡拉什尼科夫（烏克蘭語：Кала́шніков Оле́г Іва́нович），52岁，乌克兰政治家，前乌克兰最高拉达议员，遭枪杀身亡。[43]
- 多羅間俊彥（日語：多羅間 俊彦），86歲，前日本皇族，明治天皇外孫，心肌梗死。[48]
- 喬納坦‧龔比（Jonatham Crombie），48歲，加拿大演員，死於腦出血併發症。[49]
- 王育殊，86岁，中国学者，原东南大学哲学与科学系副主任、教授。[50]

### 14日
- 珀西·斯萊奇（英语：Percy Sledge），74歲，美國流行歌手，死於肝癌。[51]
- 曹康泰，70歲，中國國務院法制辦公室原黨組書記、主任，病逝。[52]
- 吳明一，72歲，台灣「庄腳所在」民宿庄腳所創辦人。被譽為“民宿之父”。病逝。[53]

### 13日
- 君特·格拉斯（德語：Günter Wilhelm Grass），87岁，德国作家，1999年诺贝尔文学奖得主。[54]
- 爱德华多·加莱亚诺（西班牙語：Eduardo Galeano），74岁，乌拉圭记者、作家与小说家。[55]
- 林登讚，67歲，台灣新北市第一任文化局長、前市政顧問。[56]

### 12日
- 帕特里斯·多明戈斯（法語：Patrice Dominguez），65歲，法國網球運動員。[57]

### 11日
- 凱爾·特斯特曼（Kyle Testerman），80歲，美國政治人物，前諾克斯維爾市長。[58]

### 10日
- 黃元昌，84歲，基隆市議會前議長黃景泰之父。[59]
- 溥任，又名金友之，96岁，清朝末代皇帝溥仪的末弟，死於肺炎。[60][61]
- 吳永鴻，76歲，新加坡前警察總監。[62]
- 志賀一夫（日語：志賀 一夫），89歲，日本政治人物，前日本社會黨眾議院議員。[63]

### 9日
- 方祿麟（英語：Lawrie Fownes），77歲，人稱「咖喱方」，前香港練馬師。[64]
- 钱存训，105岁，美籍华裔汉学家。[65]
- 郭廷才，78歲，台灣前立委，癌症。[66]
- 成完，63岁，韩国企业家、前国会议员，自缢身亡。[67]

### 8日
- 梁靜雯，34歲，香港有線財經新聞主播，燒炭身亡。[68]
- 黃麗松，94歲，華人化學家，香港大學首位華人校長（1972-1986）。[69]
- 千葉花，36歲，日本男女對唱組合羊毛與千葉花女主唱，死於內臟疾病。[70]

### 7日
- 王敏明，49歲，前香港無綫電視女演員，死於淋巴癌。[71]
- 让·热尔曼（法语：Jean Germain (homme politique)），67岁，法国社会党籍参议员、图尔市前市长，自杀身亡。（尸体发现日期）[72]
- 卡尔达姆王子，52岁，保加利亚末代沙皇西美昂二世的长子，维利可特诺亲王、萨克森公爵，死於肺部感染。[73]

### 6日
- 格特魯德·韋弗（英語：Gertrude Weaver），116歲，美國女性人瑞，被金氏世界紀錄認定為世界最高壽的人瑞。[74]
- 美國喬治亞州北部傑克遜縣I-85號高速公路交通意外死難者：[75]
  - 尼古拉斯·克里索斯托莫（英語：Nicholas R. Crisostomo），25歲，美國搖滾樂團「Khaotika」的鼓手。
  - 伊恩·麥金尼（英語：Ian A. McKinney），30歲，美國搖滾樂團「Wormreich」的吉他手。
  - 保羅·特魯斯德爾（英語：Paul J. Truesdell），29歲，美國搖滾樂團「Wormreich」的吉他手。
- 马克宣，76岁，中国动画家、原上海美术电影制片厂导演（《小蝌蚪找妈妈》、《三个和尚》）。[76]
- 方賢齊，103歲，聯華電子首任董事長，臺灣電子電信資訊半導體產業的重要推手。[77]
- 楊奉琛，60歲，當代台灣雕塑家，已故雕塑家楊英風長子。[78]
- 班·鮑爾斯（Ben Powers），64歲，美國演員。[79]

### 5日
- 黎銘洪，74歲，香港的士小巴權益關注大聯盟主席，死於肝病。[80]
- 依布拉欣·拉曼，96歲，希望联盟实权领袖安華之父[81]。

### 4日
- 文世昌，70歲，香港政治人物，前立法局議員。病逝。[82]
- 許瑜，89歲，英國殖民地官員，香港教育署署長兼立法局官守議員（1980年－1984年）、港府駐英專員（1984年－1987年）。[83]

### 3日
- 伯基特勳爵（The Lord Birkett），85歲，英國電影製片人和導演。[84]
- 安德魯·波特（Andrew Porter），86歲，英國樂評人，死於肺炎。[85]

### 2日
- 羅伯特·舒樂（Robert Harold Schuller），88歲，美國電視福音牧師，水晶大教堂創建者[86]，食道癌。
- 馬龍·德奧·利維拉（葡萄牙語：Manoel de Oliveira），106歲，葡萄牙電影導演和編劇，死於心臟衰竭[87]。
- 樋口隆康，95歲，日本考古學家，曾任奈良縣立橿原考古學研究所所長、絲綢之路學研究中心所長等職。[88]

### 1日
- 大川美佐緒（日語：大川 ミサヲ），117歲，日本女性人瑞，被金氏世界紀錄認定為世界最高壽的人瑞。[89]
- 尼古萊·萊內（羅馬尼亞語：Nicolae Rainea），81歲，羅馬尼亞足球裁判（1980年欧洲足球锦标赛決賽、世界盃足球賽）。[90]
- 辛西娅·列侬（英語：Cynthia Lillian Lennon），75岁，音乐人约翰·列侬的第一任妻子，死於癌症。[91]
- 栗山尚一（日語：栗山 尚一），83歲，前日本外交官，曾任外務省事務次官和駐美國大使。死於肺炎。[92]
- 山岸一雄（日語：山岸 一雄），80歲，日本拉麵廚師。拉麵店“大勝軒”創辦人兼首任店長。有“拉麵之神”之稱。死於心臟衰竭。[93]